# كين إيرفاين
كين إيرفاين (بالإنجليزية: Ken Irvine)‏ هو لاعب دوري الرغبي أسترالي، ولد في 5 مارس 1940 في نيوساوث ويلز في أستراليا، وتوفي في 22 ديسمبر 1990 في بريزبان في أستراليا بسبب ابيضاض الدم.